# Thương vụ Alaska
Thương vụ Alaska (còn được biếm gọi đương thời là "Trò điên rồ của Seward" hay "Tủ đá của Seward") là việc Hoa Kỳ mua lãnh thổ Alaska, một vùng đất rộng 586.412 dặm vuông (1.518.800 km²) từ Đế quốc Nga vào năm 1867. Công việc xúc tiến theo nỗ lực của Ngoại trưởng Hoa Kỳ William Seward. Lãnh thổ này sang thế kỷ 20 trở thành tiểu bang Alaska.

## Hoàn cảnh
Vì khó khăn tài chính và lo ngại không phòng thủ được Alaska, Nga triều có ý định bán nhượng lãnh thổ xa xôi ở Bắc Mỹ vào giữa thế kỷ 19. Cùng lúc đó Anh đang mở tầm ảnh hưởng ở tây Canada. Nga lo là sẽ mất trắng Alaska nếu có xung đột quân sự với Anh. Vì lẽ đó, Nga hoàng Aleksandr II quyết định bán vùng đất này cho Hoa Kỳ, và chỉ thị cho đại sứ Nga tại Hoa Kỳ là Eduard de Stoeckl, tiến hành thương thuyết với Bộ Ngoại giao Hoa Kỳ vào tháng 3 năm 1867.
Cuộc thương thuyết kết thúc sau một cuộc hội đàm kéo dài thâu đêm, chấm dứt vào 4 giờ sáng ngày 30 tháng 3 khi hai bên hạ bút ký tờ hiệp định với giá mua là 7,2 triệu dollar (bình quân là khoảng 1,9 cent một acre). Dư luận Hoa Kỳ khi đó nói chung là ủng hộ, nhưng một số báo chí thì châm biếm cho đó là lầm lẫn phiêu lưu của Ngoại trưởng Seward. Đáng kể nhất là Horace Greeley của tờ New York Tribune như sau:
| “ | Chúng ta đã phải còng lưng ra gánh vác lãnh thổ không có dân cư sinh sống. Người da đỏ trong biên giới chúng ta khiến chúng ta phải căng sức ra mà cai quản họ. Lẽ nào, chúng ta bây giờ, hoàn toàn không hề mù quáng, mà lại đi chất thêm vào những khó khăn hiện tại bằng cách tăng thêm số thổ dân mà chính phủ phải coi sóc? Chi phí phải trả rất nhỏ, nhưng chi phí hành chính hàng năm cả quân sự và dân sự, sẽ lớn hơn nhiều, và sẽ kéo dài mãi mãi. Lãnh thổ này lại chẳng nối liền với nội địa Hoa Kỳ. Nó nằm ở một vị trí rất trái khoáy, và xa đến mức nguy hiểm. Hiệp định này được soạn ra một cách bí mật, được ký kết lén lút lúc 1 giờ sáng. Đây là một hành vi đen tối tiến hành lúc nửa đêm... | ” |

Tờ New York World thì cho rằng đây là một "trái cam đã bị vắt kiệt nước" và "Nó chẳng có gì đáng giá, ngoài một ít thú săn để lấy lông, vốn đã bị săn bắn đến gần tuyệt chủng. Ngoài quần đảo Aleut và một dải đất ven biển phía nam, vùng đất này thậm chí chẳng đáng đem tặng ai... Trừ khi người ta tìm thấy vàng ở đây, còn thì không biết bao lâu sau ở đó mới có được một nhà in ấn Hoe, một nhà thờ dòng Methodist và một sở cảnh sát đô thị".
Cũng theo tờ New York Tribune thì đó là một "vùng hoang sơ được ướp lạnh".

## Quan điểm của Washington

Vị trí Alaska (màu đỏ) ở cực tây bắc Bắc Mỹ châu so với lục địa Hoa Kỳ (màu trắng)

Cuộc mua bán này khi đó bị chế nhạo là trò ngu ngốc của Seward, hay hộp băng của Seward, và khu vườn gấu bắc cực của (Tổng thống) Andrew Johnson, vì người ta cho là "phải điên lắm thì mới tiêu nhiều tiền thế vào một lãnh thổ hẻo lánh như vậy".
Bản hiệp ước được Ngoại trưởng Hoa Kỳ William H. Seward ủng hộ, vì ông là người chủ trương mở rộng lãnh thổ, cùng với chủ tịch Ủy ban quan hệ quốc tế, Charles Sumner. Họ lý luận là lợi ích chiến lược của đất nước sẽ được đảm bảo bởi bản hiệp ước này. Nước Nga là một đồng minh quan trọng của Hoa Kỳ trong cuộc Nội chiến Hoa Kỳ, trong khi nước Anh thì gần như là kẻ thù. Do đó, việc giúp đỡ Nga và làm chướng mắt người Anh là một việc làm có lý. Hơn thế nữa, vẫn còn vấn đề các lãnh thổ lân cận thuộc Anh (nay là một phần của Canada). Nếu như bị vây bọc bởi Hoa Kỳ, các lãnh thổ này sẽ chẳng có giá trị chiến lược gì với Anh, nên có thể mua lại được từ Anh một ngày nào đó. Thương vụ này, theo tờ New York Herald, là một "dấu hiệu" từ phía Nga hoàng cho các đế quốc Anh và Pháp là họ không có việc gì để làm trên lục địa này. Nói gọn lại, đó là một cú đánh tạt sườn Canada, theo như tờ báo tên tuổi New York Tribune. Thế giới sẽ nhanh chóng nhận ra là miền tây bắc là một "gã thị dân London với một anh Yankee đầy cảnh giác đứng ở mỗi bên", và nước Anh sẽ phải hiểu là họ chẳng có lựa chọn nào khác ngoài việc bán lãnh thổ này cho Hoa Kỳ.

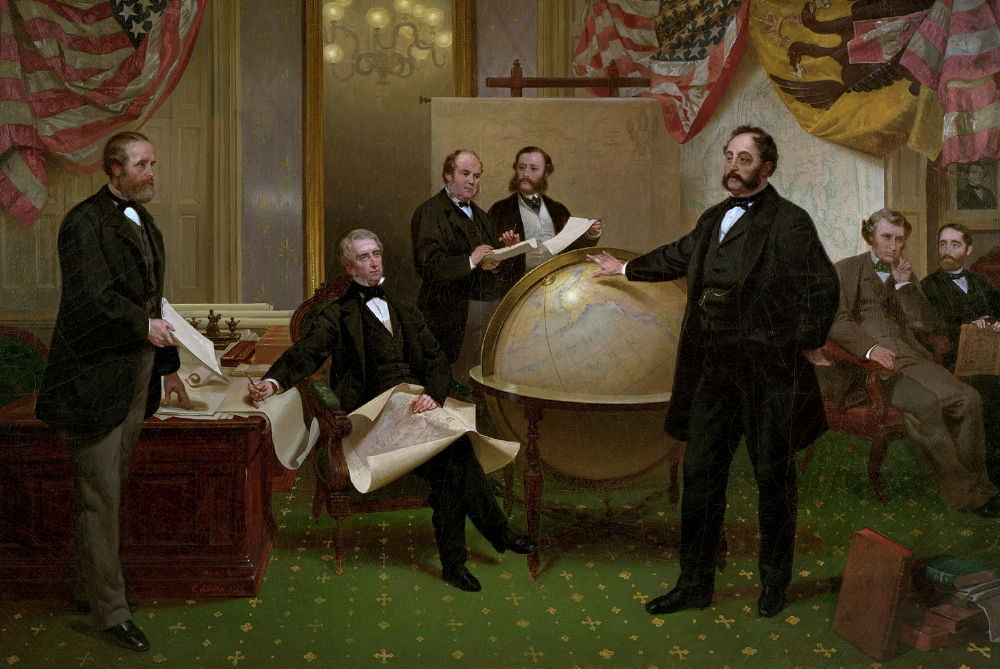
Ký kết Hiệp định nhượng Alaska ngày 30 tháng 3 năm 1867. L-R: Robert S. Chew, William H. Seward, William Hunter, Mr. Bodisco, Eduard de Stoeckl, Charles Sumner và Frederick W. Seward.

Ngày 3 tháng 3, Sumner đọc một bài diễn văn quan trọng ủng hộ hiệp định, diễn giải lịch sử, khí hậu, cấu trúc địa lý, dân cư, tài nguyên rừng, mỏ, chim, thú, cá... của Alaska. Là một học giả tiếng tăm, ông trích dẫn chứng nhận của những nhà địa chất và thám hiểm như: Alexander von Humboldt, Joseph Billings, Yuri Lisiansky, Fyodor Petrovich Litke, Otto von Kotzebue, Portlock, James Cook, John Meares, Ferdinand von Wrangel. Khi ông kết thúc bài diễn văn, ông nhận xét là ông đã "làm nhiều hơn là chỉ cầm cân nảy mực". Nếu như bài diễn văn này thiên vị một phe, thì theo ông, "đó là vì lý trí hoặc xác tín của phía đó mạnh mẽ hơn". Rất nhanh thôi, Sumner nói, "Một đoàn các nhà thám hiểm gan dạ sẽ tràn về vùng duyên hải, sẵn sàng cho bất kỳ thương vụ, hay hoạt động yêu nước nào. Thương mại sẽ được mở rộng, tổ quốc có thêm vành đai bảo vệ, lá cờ quốc gia có thêm những cánh tay nâng cao nó lên". Dành cho những người cộng hòa Mỹ, ông thúc giục họ: "các bạn sẽ được dành cho những gì tốt hơn cả những gì bạn có thể có, dù là hàng tạ cá, hàng đống vàng sa khoáng hoặc những tấm da thú đẹp đẽ nhất hay ngà quý báu nhất". "Thành phố của chúng ta," Sumner bốc lên, "sẽ là cả lục địa Bắc Mỹ với những cánh cổng giáp tận các đại dương bao quanh." Ông cho rằng hiệp định là "một bước rõ rệt" về hướng đó. Với bản hiệp định này, chúng ta "loại bỏ thêm một ông vua khỏi lục địa này." Lần lượt, chúng ta đã buộc họ phải rút lui", đầu tiên là Pháp, rồi Tây Ban Nha, rồi lại Pháp, và nay là Nga, tất cả phải nhường bước cho sức thống nhất trong phương châm E pluribus unum."
Ngày Seward, để tưởng nhớ đến William H. Seward, là ngày lễ ở Alaska, diễn ra vào ngày thứ Hai cuối cùng của tháng 3 để kỷ niệm việc Hoa Kỳ mua vùng đất Alaska từ nước Nga. Ngày Seward cũng là ngày cấm rượu ở nhiều thành phố như Ketchikan, một trong những thành phố cảng quan trọng của Alaska, mặc dù lệnh cấm rượu trong ngày không bị áp đặt lên tất cả các thành phố.

## Phê chuẩn và thực thi

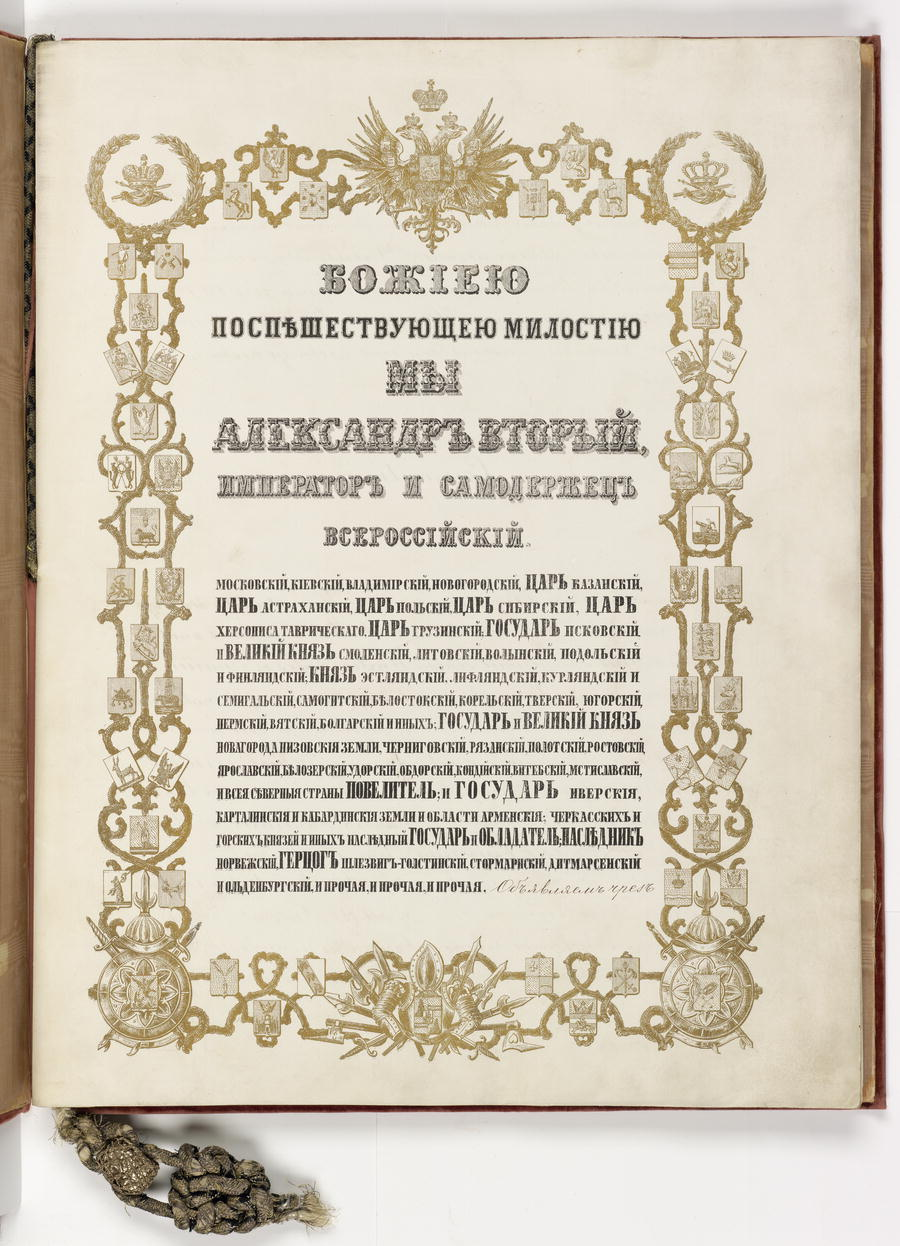
Phía Nga phê chuẩn việc bán Alaska, 20 tháng 6 năm 1867.

Thượng Nghị viện Hoa Kỳ phê chuẩn bản hiệp định ngày 9 tháng 4 năm 1867, với 37 phiếu thuận và 2 phiếu chống. Tuy nhiên, việc thu xếp tiền bạc trả cho việc mua Alaska bị đình trệ đến hơn một năm do sự phản đối từ phía Hạ viện. Hạ viện cuối cùng cũng thông qua vào tháng 6 năm 1868, với 113 phiếu thuận và 48 phiếu chống.
Sumner cho biết phía Nga ước tính tại Alaska có khoảng 2.500 người Nga hoặc người lai, 8.000 dân bản địa, tổng cộng có khoản 10 ngàn người nằm dưới sự quản lý của Công ty săn thú Nga, cùng với chừng 50 ngàn người Eskimo và da đỏ sống ngoài tầm kiểm soát của họ. Người Nga định cư trong 23 trạm buôn bán, thiết lập tại các địa điểm thuận lợi trên các quần đảo và vùng duyên hải. Tại các trạm nhỏ, chỉ có chừng 4 - 5 người Nga đóng để thu mua da sống từ người da đỏ để lưu kho và vận chuyển khi có thuyền của công ty qua. Có hai thị trấn lớn hơn, New Archangel, nay là Sitka, thiết lập năm 1804 để buôn bán da rái cá biển, với 116 cabin (nhà gỗ nhỏ) và 968 dân. Thị trấn thứ hai là St. Paul trên đảo Kodiak, với 100 cabin và 283 người, nằm ở trung tâm công nghiệp da hải cẩu.
Người Mỹ chọn tên Alaska, nguyên là một cái tên của người Aleut. Buổi lễ bàn giao diễn ra ở Sitka, Alaska ngày 18 tháng 10 năm 1867. Binh sĩ Nga và Mỹ diễu hành trước dinh Thống đốc, lá cờ Nga được hạ xuống, lá cờ Mỹ được kéo lên trong từng hồi đạn đại bác chào mừng. Đại tá Alexis Pestchouroff tuyên bố, "Tướng Rousseau, ủy theo Hoàng đế, Sa hoàng nước Nga, tôi chuyển giao cho Hợp chúng quốc Hoa Kỳ lãnh thổ Alaska". Tướng Lovell Rousseau chấp nhận chuyển giao lãnh thổ. Một số pháo đài nhỏ, lô cốt và nhà xây bằng gỗ được giao lại cho người Mỹ. Binh lính Hoa Kỳ vào đóng trong các doanh trại, còn tướng Jefferson C. Davis thì đến trú trong dinh Thống đốc, phần lớn người Nga trở về quê, chỉ có một ít người buôn bán lông thú và linh mục là ở lại.
(Ngày 18 tháng 10 năm 1867, là ngày theo lịch Gregorian và giờ 9:01:20 sau giờ Greenwich, có hiệu lực ngày hôm sau, thay thế lịch Julian và giờ 14:58:40 trước giờ Greenwich. Với người Nga, lễ chuyển giao diễn ra vào ngày 17 tháng 10 năm 1867.)